# Boncourt (Suíça)
Boncourt é uma comuna da Suíça, situada no distrito de Porrentruy, no cantão de Jura. Tem 9,02 km² de área e sua população em 2018 foi estimada em 1.225 habitantes.